# سوتون إن أشفيلد
سوتون إن أشفيلد هي مدينة في منطقة أشفيلد في نوتنجهامشاير، إنجلترا، ويبلغ عدد سكانها حوالي 45809 وهي أكبر مدينة في مقاطعة أشفيلد. وهي تقع على بعد أربعة أميال غرب مانسفيلد، على بعد ميلين من حدود ديربيشاير واثني عشر ميلاً شمال نوتنغهام.

## الجغرافيا
لأغراض ديموغرافية، يتم تضمينها في منطقة مانسفيلد الحضرية، على الرغم من أنها تشكل إدارياً جزءًا من منطقة المجلس المنفصلة في آشفيلد، ومقرها في كيركبي إن أشفيلد.

## المعالم

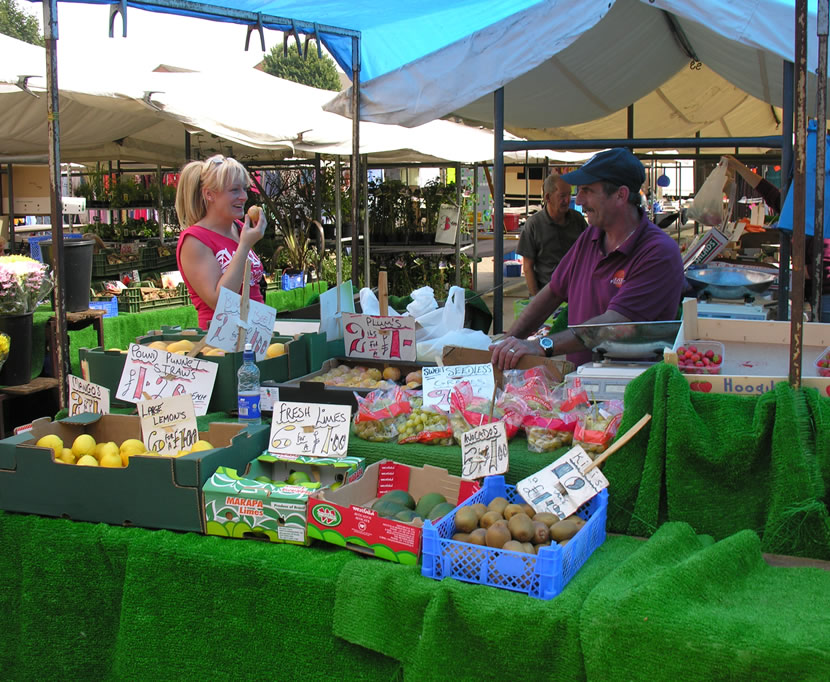
سوق ساتون إن أشفيلد (أيام الثلاثاء والجمعة والسبت)

تعد ساتون إن أشفيلد موطنًا لأكبر مزولة في أوروبا. وتقع في وسط ساحة بورتلاند، بجوار مركز التسوق ايدليولز وأكاديمية المجتمع في ساتون.
يوجد مرصد شيروود وتديره جمعية مانسفيلد وسوتون الفلكية.

## التاريخ
ذكرت المدينة في كتاب Domesday في عام 1086 باسم "Sutone".

## الكنائس
تم اكتشاف المنطقة لأول مرة في العصر السكسوني وتعود السجلات الأولى لمكان العبادة في المنطقة من ازمنة نورمان (عام 1170).

مع نمو عدد سكان المستوطنة، ازداد تنوع الطوائف الدينية الممثلة. بشكل خاص خلال التوسع الصناعي في القرن التاسع عشر. فيما يلي قائمة بالكنائس التي لا يزال لها وجود في ساتون، إلى جانب تفاصيل تاريخية موجزة. 

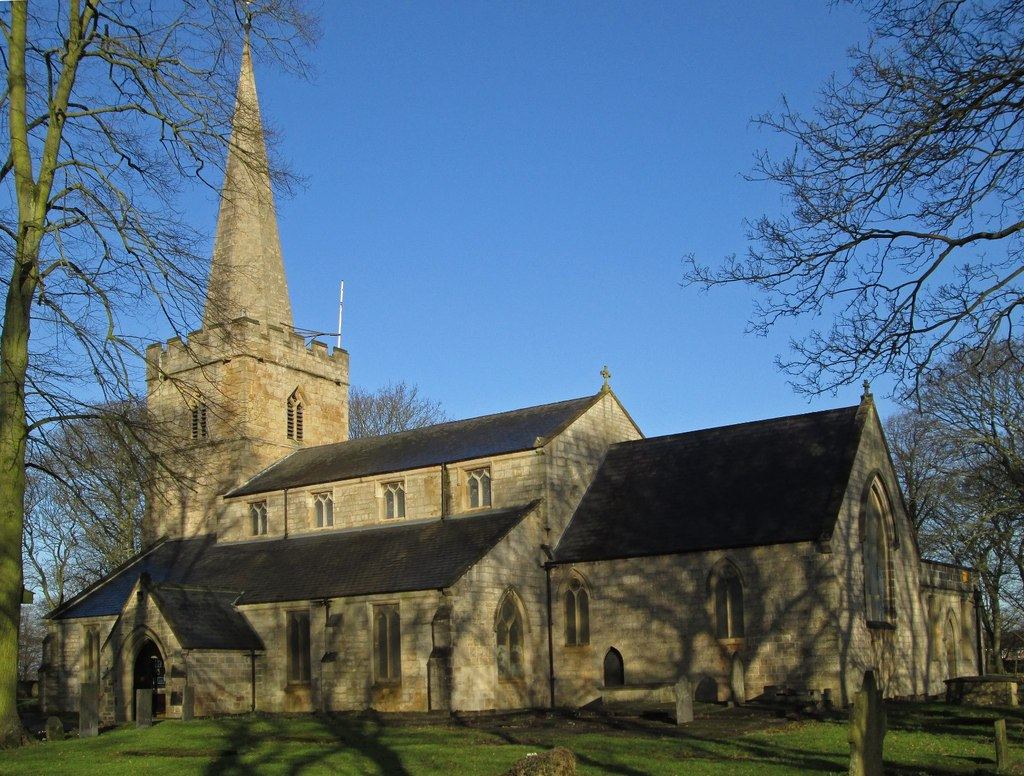
كنيسة القديسة مريم المجدلية
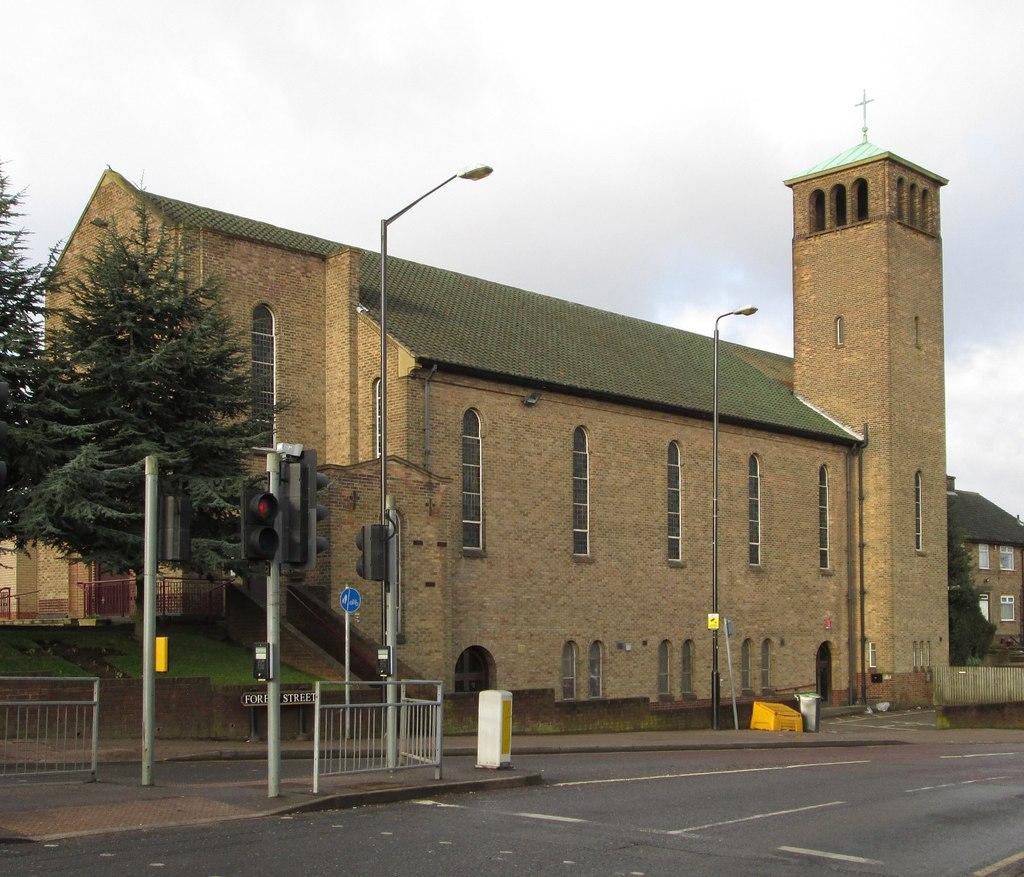
كنيسة القديس يوسف العامل
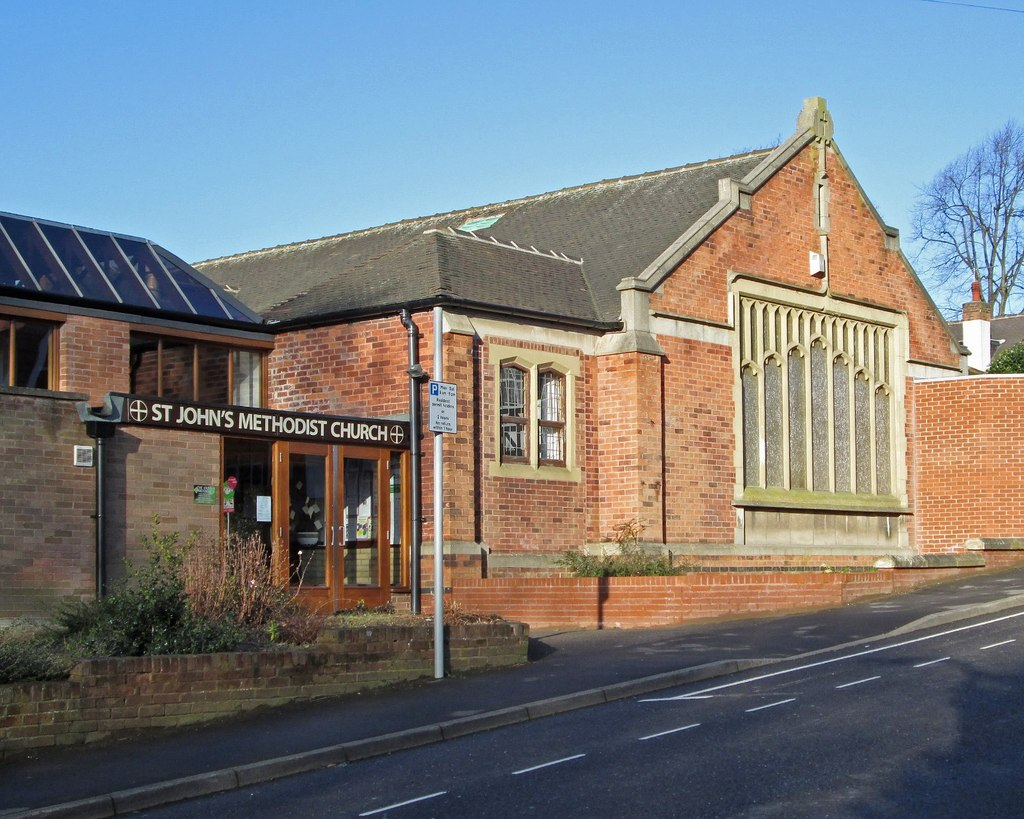
كنيسة القديس يوحنا
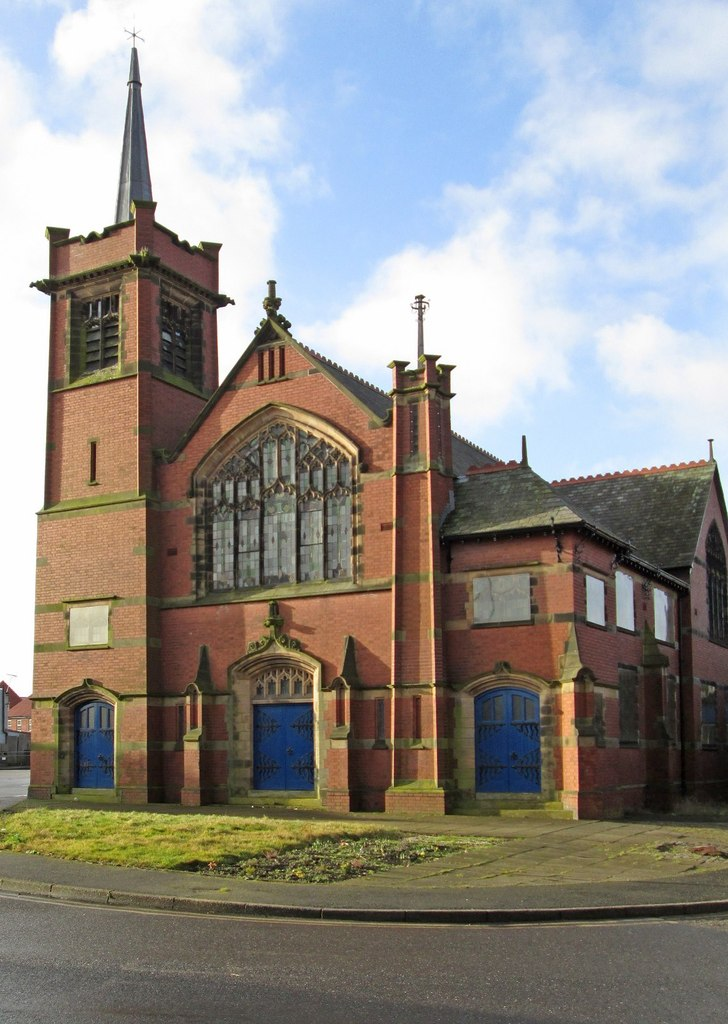
الكنيسة الإصلاحية المتحدة
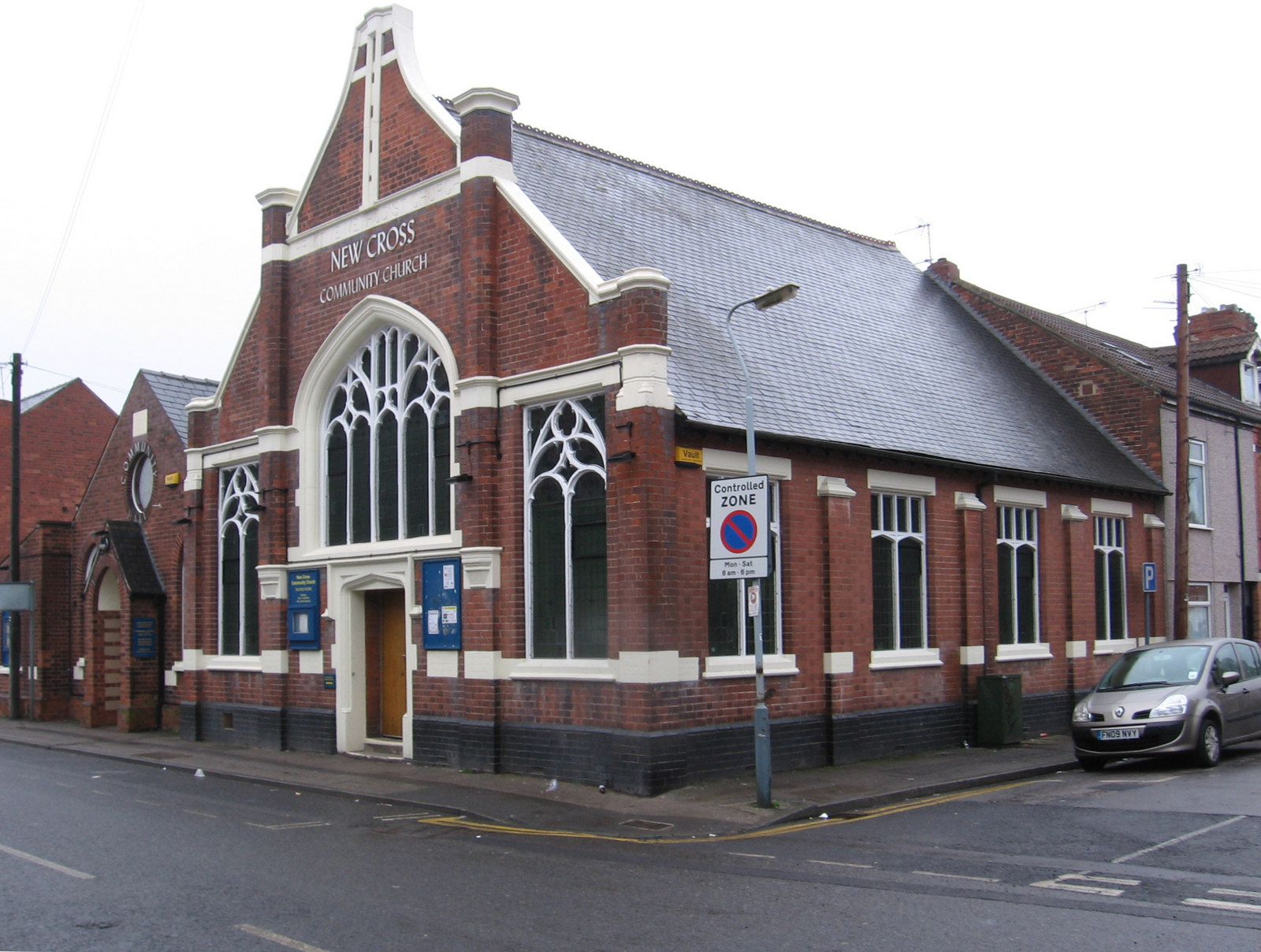
كنيسة نيو كروس كوميونيتي

### كنيسة القديسة مريم المجدلية
تحتوي هذه الكنيسة الأنجليكانية، التي تقع قبالة طريق لماس والمبنية من الحجر المحلي، على أجزاء قليلة يعود تاريخها إلى عام 1170. يعود تاريخ البرج والمستدقة إلى عام 1395. ومع ذلك، كان جزء كبير من الكنيسة عرضة لإعادة البناء في النصف الثاني من القرن التاسع عشر.

### كنيسة القديس ميخائيل وجميع الملائكة
كانت هذه كنيسة أنجليكانية أخرى في ساتون، تقع عند تقاطع شارع أوترام مع شارع سانت مايكل. تم بناء الكنيسة على مرحلتين. تم تصميم المرحلة الأولى من قبل جون فوللر وافتتح في عام 1887. تم تصميم المرحلة الثانية من قبل لويس أمبلر واكتملت في عام 1909. مبنى الكنيسة لا يزال قائما ولكن لم يعد يستخدم للعبادة.

### كنيسة القديس يوسف العامل
في عام 1961، تم افتتاحهذه كنيسة الكاملة الحجم في شارع فورست. تم تصميمها على الطراز الروماني مع برج جرس يبلغ ارتفاعه 70 قدمًا.

### كنيسة القديس يوحنا
تم بناء هذه الكنيسة (وتم تمديدها لاحقًا) في القرن العشرين. على مر السنين، كانت هناك كنائس ميثودية في عدة مواقع أخرى حول المدينة:
- كانت هناك كنائس ميثودية بدائية على طريق مانسفيلد (بنيت عام 1866، وهي الآن الكنيسة المعمدانية) وفي نيو كروس (بنيت عام 1895، والآن كنيسة المجتمع المسكوني).[10]
- كانت هناك كنيسة ويسليان الميثودية على الجانب الجنوبي من شارع أوترام. تم نصبها في عام 1882.[11]

### الكنيسة الإصلاحية المتحدة
تم افتتاح هذه الكنيسة في عام 1906. بسبب الطبيعة غير العادية للأجزاء الداخلية، يعتبر مبنى من الدرجة الثانية.

### كنيسة نيو كروس كوميونيتي
تم بناء هذه الكنسية في عام 1895 ككنيسة ميثودية بدائية. يتم إدارتها الآن من قبل الشراكة المسكونية الأنجليكانية / الميثودية الجديدة.

### الكنيسة الصهيونية المعمدانية
تم بناء هذه الكنيسة في عام 1866 وهي ترتبط ارتباطًا وثيقًا بمركز مجتمع إيست سايد المجاور.

## الصناعة

### استخراج الفحم
كان هناك منجم فحم خارج البلدة في ستانتون هيل ولكن أغلق في عام 1989.

### الجوارب
نشأت العلامة التجارية بريتي بولي للجوارب في المدينة حوالي عام 1927 على طريق يونوين حتى أبريل 2005 . وتم إغلاقها في يوليو 2005 .

## الترفيه

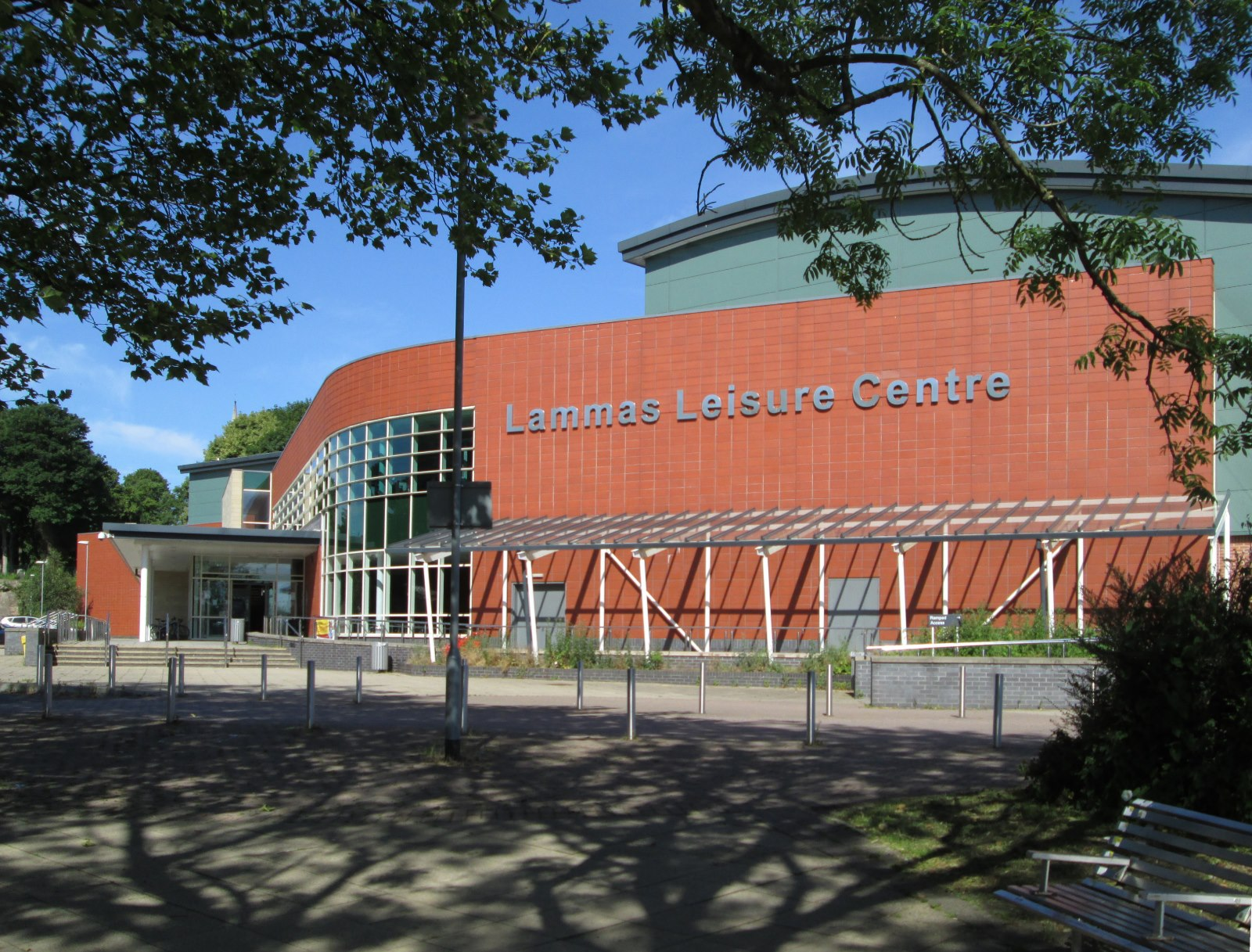
مركز لماس الترفيهي

يوجد في ساتون مسبح عام منذ عام 1926. تم بناء أول واحد في بروك ستريت وتم دفع ثمنه من قبل صندوق رعاية عمال المناجم المحليين. في البداية، كان المسبح مفتوحًا فقط خلال أشهر الصيف، مع تغطية المسبح واستخدامه كقاعة رقص في فصل الشتاء.
في عام 1969، تم فتح مسبح جديد بطول 25 مترًا (مع لوح غوص مرتفع وعمق 4 م) بجوار المسبح الأصلي (الذي كان يستخدم منذ ذلك الحين كمجمع تعليمي). في السبعينيات، كجزء من بناء مدرسة وسط ساتون، تم توفير حلبة تزلج عامة. ف
ي عام 2008، تم إغلاق حمامات سباحة بروك ستريت وحلبة التزلج على الجليد في مركز سوتون وافتتاح مركز لاماس للترفيه على طريق لاماس. تم الافتتاح الرسمي من قبل السيدة كيلي هولمز.
ويحتوي مركز لاماس الترفيهي على مسبحين (الرئيسي والتدريبي) وحلبة للتزلج على الجليد وصالة رياضية وقاعة رياضية متعددة الأغراض وصالة بولينغ داخلية.

### الأندية الرياضية
هناك نادي ألعاب القوى المحلي،  ونادي السباحة المرتبط بكل من المدارس المحلية ومركز الترفيه لاماس نفسه. يوجد أيضًا نادي كوكسمور للغولف على طريق كوكسمور (B6139)، بجوار طريق A611.
و نتيجة لطلبات المجالس المحلية بتطوير المرافق الرياضية، افتتح مسارًا جديدًا لألعاب القوى للبلدة في مدرسة أشفيلد القريبة في فبراير 2007.

### ساتون تاون
كان سوتون تاون ناديًا لكرة القدم تأسس عام 1923. كان الفريق، المعروف باسم سنايبس، عضوًا في رابطة ميدلاند من عام 1923 إلى عام 1927. تشكل النادي من جديد في عام 1958 وكان عضوًا في رابطة ميدلاند حتى عام 1982 عندما أصبح النادي عضوًا مؤسسًا في رابطة المقاطعات الشمالية الشرقية.
في عام 1992، تم تغيير اسم الفريق إلى اشفيلد يونايتد، لكن الفريق تزقف بعد موسم 1996-1997. بدأ نادي نورث نوتس لكرة القدم في عام 2000 كعضو في دوري وسط ميدلاندز، وغيّر اسمه إلى سوتون تاون أي اف سي لموسم 2001-03.
أنهى الفريق المركز الثاني في 2002-2002، وحصل على ترقية إلى رابطة شرق المقاطعات الشمالية. في 2004-2005، فاز النادي بالترقية لقسم الدوري الممتاز. ومع ذلك، في 2007-08، استقال النادي من نسيل NCEL وانتقل إلى دوري وسط ميدلاندز.
تم ترقية النادي إلى رابطة مقاطعات شرق ميدلاندز في عام 2013 ولكن في يونيو 2014 استقال النادي من الدوري بعد أن لم يتمكنوا من التوصل إلى اتفاق مناسب بشأن عقد إيجار في أرض "The Fieldings" التي ستمكنهم من الحصول على ترقية في المستقبل، والذي كان مطلب الدوري.

### سباق كلاب الصيد
تم فتح مركز سباق السلوقي بقرب الجادة الواقعة على طريق مانسفيلد. عُقد الاجتماع الأول في 14 مايو 1932. كان السباق مستقلاً (غير مرتبط بالهيئة الحاكمة الرياضية لنادي السباق السلوقي الوطني) للمسارات المستقلة. انتهى السباق في 13 مايو 1972.

### الطبيعة
يوجد غرب المدينة محمية بيرلي فورست بارك وهي محمية طبيعية افتتحت في عام 1999، وهي حائزة على جائزة العلم الأخضر.

## المدارس
- حضانة بيرلي فورست الابتدائية
- مدرسة كروفت الابتدائية
- مدرسة دالستورث الابتدائية - من سن 3 إلى 11
- مدرسة فورست الابتدائية - من 4 إلى 11 سنة
- مدرسة مابلويلز الابتدائية - من سن 3 إلى 11
- مدرسة هيلوكس الابتدائية وحضانة الأطفال - التي يصفها الآباء بأنها «مدرسة رائعة» ولكنها عانت من حوادث تدخين الآباء للقنب خارج بوابات المدرسة. وحذر مدير المدرسة أولياء الأمور من الاستمرار في هذا السلوك، وقال إنه سيتم استدعاء الشرطة إذا لزم الأمر.[29]
- مدرسة ليمينغتون الابتدائية والحضانة - من سن 3 إلى 11
- مدرسة الكهنة الابتدائية
- القديسة مريم المجدلية الابتدائية - من 4 إلى 11 سنة
- أكاديمية كواريديل - من 11 إلى 18 عامًا
- أكاديمية ساتون المجتمعية - من 11 إلى 18 عامًا، مع دورات للكبار
- مدرسة لاماس - من سن 5 إلى 16

## سكان مشاهير
- باسكال برودلي، لاعب كريكيت
- جيك بوكستون، لاعب كرة قدم لمانسفيلد تاون، بيرتون ألبيون ومقاطعة ديربي
- كريس كومونز، لاعب كرة القدم في ستوك سيتي، غابة نوتنغهام، مقاطعة ديربي وسلتيك
- أندرو لويس، مؤلف
- إرميا براندريت، آخر شخص يتم قطع رأسه علنا بفأس في المملكة المتحدة عام 1817.
- تريفور أشمور
- مايكل ويلتس، أحد الجنود البريطانيين الأوائل الذين قتلوا خلال الاضطرابات في أيرلندا الشمالية
- جيمي ووكر، حارس مرمى كرة القدم سابقاً في والسال وويست هام
- أليكس بابتيست، مدافع كرة القدم لنادي بلاكبول
- هوراس بوروز، لاعب كرة القدم في شيفيلد وإنجلترا
- ستيف أوجريزوفيتش، حارس مرمى كرة القدم في تشيسترفيلد، شروزبري، ليفربول وكوفنتري سيتي
- واين بوليمور، لاعب كرة القدم في بارنسلي
- جون بريجز (مواليد 1862-1902) من شارع لورد ستريت، وهو الرجل الوحيد الذي سجل 100 وأخذ هاتريك في تاريخ لعبة الكريكيت.

## روابط خارجية
- مجلس مقاطعة أشفيلد
- صفحة تاريخ ساتون
- جمعية ساتون للتراث